# Huracán Milton
El huracán Milton fue un ciclón tropical extremadamente poderoso y devastador que se convirtió en el huracán más intenso jamás formado y registrado sobre el Golfo de México, empatando con el huracán Rita en 2005. Milton tocó tierra en la costa oeste del estado estadounidense de Florida, menos de dos semanas después de que el huracán Helene devastara la región de Big Bend del estado. Milton, la decimotercera tormenta con nombre, noveno huracán, cuarto huracán importante y segundo huracán de categoría 5 de la temporada de huracanes del Atlántico de 2024, es el ciclón tropical más fuerte del mundo del 2024.
Milton se formó a partir de una perturbación tropical de larga trayectoria que se originó en el oeste del mar Caribe y se consolidó en la bahía de Campeche el 5 de octubre. Se intensificó gradualmente a medida que avanzaba lentamente hacia el este, y se convirtió en huracán a principios del 7 de octubre. Más tarde ese día, Milton experimentó una intensificación explosiva y se convirtió en un huracán de categoría 5 con vientos de 180 mph (285 km/h). En su intensidad máxima, tenía una presión de 897 milibares (26,49 inHg), lo que lo convirtió en el quinto huracán más intenso del Atlántico registrado. Milton fluctuó en intensidad después de un ciclo de reemplazo de la pared del ojo, y volvió a intensificarse hasta convertirse en un huracán de categoría 5 al día siguiente. El aumento de la cizalladura del viento hizo que el huracán se debilitara a medida que giraba al noreste hacia Florida, cayendo a la categoría 3 antes de tocar tierra cerca de Siesta Key a última hora del 9 de octubre. Posteriormente, Milton se debilitó rápidamente a medida que avanzaba por el estado hacia el océano Atlántico y se convirtió en extratropical el 10 de octubre al quedar incrustado en una zona frontal. Los remanentes se debilitaron gradualmente y pasaron cerca de la isla de Bermudas antes de disiparse el 12 de octubre.
Antes del huracán, Florida declaró el estado de emergencia y ordenó la evacuación de muchos residentes de la costa. También se realizaron preparativos en la península de Yucatán, en México. El huracán generó una serie de tornados mortales y causó inundaciones generalizadas en Florida. Por ahora, el huracán Milton mató al menos a 33 personas: 30 en los Estados Unidos y tres en México. Las estimaciones preliminares de daños sitúan el coste total de la destrucción provocada por la tormenta en más de 30.000 millones de dólares.

## Antecedentes
La temporada de huracanes del Atlántico de 2024 fue muy activa y extremadamente destructiva, convirtiéndose en la tercera más costosa registrada, solo superada por las de 2017 y 2005. A principios de 2024, los meteorólogos predijeron una temporada muy activa, citando el efecto La Niña y las cálidas temperaturas de la superficie del mar. Después del huracán de categoría 5 de formación más temprana registrado, el huracán Beryl, la Administración Nacional Oceánica y Atmosférica de Estados Unidos (NOAA) mantuvo esta predicción hasta agosto. Sin embargo, en lo que se esperaba que fuera la temporada alta, hubo pocas tormentas y algunos calificaron la temporada de "fracaso". A finales de septiembre y principios de octubre, los huracanes Helene y Milton se desarrollaron como huracanes de categoría 4 y 5, respectivamente, rompiendo la calma. Helene causó extensos daños en el sureste de Estados Unidos, convirtiéndose en el huracán más mortífero en azotar el territorio continental estadounidense desde el huracán Katrina. En particular, el huracán causó inundaciones en el oeste de Carolina del Norte, a cientos de kilómetros de la costa; la NOAA describió estas precipitaciones inusualmente altas en el interior como el "peor escenario posible" para la región. Milton rompió el récord del Servicio Meteorológico Nacional de intensificación rápida, fortaleciéndose a categoría 5 y aumentando la velocidad de sus vientos en 140 km/h (90 millas por hora) en 24 horas. La temporada se convirtió en la segunda más costosa de la historia, con $130 mil millones de dólares en daños, y batió récords de actividad de tormentas en el período final de una temporada de huracanes.
Según los científicos de Climate Central, la temperatura anormalmente alta de la superficie del mar, que permitió la rápida intensificación del huracán, se hizo entre 400 y 800 veces más probable debido al cambio climático, según el modelo "Climate Shift Index: Ocean" (Ocean CSI) del grupo. Científicos del centro World Weather Attribution calcularon que las precipitaciones de un día, como las ocurridas durante el huracán, producen entre un 20 % y un 30 % más de lluvia debido al cambio climático, mientras que la velocidad del viento del huracán aumentó un 10 %. Mediante modelos estadísticos, los científicos plantearon la hipótesis de que «sin el cambio climático, Milton habría tocado tierra como una tormenta de categoría 2 en lugar de una de categoría 3».

## Historia meteorológica
El Centro Nacional de Huracanes (NHC) delineó por primera vez un área para un posible desarrollo en el oeste del Mar Caribe el 26 de septiembre de 2024. Se formó una amplia zona de baja presión en el Caribe occidental, produciendo lluvias desorganizadas y tormentas eléctricas antes de degenerar en una vaguada abierta dos días después. La perturbación interactuó con los remanentes de la depresión tropical Once-E en el Océano Pacífico Oriental y un frente estacionario, y se consolidó en la Bahía de Campeche. Para el 4 de octubre, al mostrar más signos de desarrollo, fue designada Invest 92L. Al día siguiente, a medida que se organizaban más lluvias y tormentas eléctricas asociadas, el Centro Nacional de Huracanes (NHC) lo actualizó a depresión tropical Catorce, luego a tormenta tropical Milton menos de tres horas después, ya que los datos satelitales del viento indicaron que la tormenta estaba produciendo vientos con fuerza de vendaval.  El sistema se fortaleció gradualmente a medida que se movía erráticamente en la Bahía de Campeche debido a las débiles corrientes de dirección. Una vaguada en desarrollo en niveles medios sobre el centro de Estados Unidos finalmente ayudó a dirigir a Milton hacia el este a través del Golfo de México. El radio de vientos máximos (RMW) de Milton fue de solo 30 millas náuticas (56 km), lo que lo convirtió en una tormenta relativamente pequeña. Las bandas espirales y las ráfagas constantes de convección continuaron hasta la madrugada del 6 de octubre.
| Huracanes más intensos del Océano Atlántico | Huracanes más intensos del Océano Atlántico | Huracanes más intensos del Océano Atlántico | Huracanes más intensos del Océano Atlántico | Huracanes más intensos del Océano Atlántico | Huracanes más intensos del Océano Atlántico |
| Rank                                        | Huracán                                     | Año                                         | Presión                                     | Presión                                     |                                             |
| Rank                                        | Huracán                                     | Año                                         | hPa                                         | inHg                                        |                                             |
| ------------------------------------------- | ------------------------------------------- | ------------------------------------------- | ------------------------------------------- | ------------------------------------------- | ------------------------------------------- |
| 1                                           | Wilma                                       | 2005                                        | 882                                         | 26.05                                       |                                             |
| 2                                           | Gilbert                                     | 1988                                        | 888                                         | 26.23                                       |                                             |
| 3                                           | "Día de Trabajo"                            | 1935                                        | 892                                         | 26.34                                       |                                             |
| 4                                           | Rita                                        | 2005                                        | 895                                         | 26.43                                       |                                             |
| 4                                           | Milton                                      | 2024                                        | 895                                         | 26.43                                       |                                             |
| 6                                           | Allen                                       | 1980                                        | 899                                         | 26.55                                       |                                             |
| 7                                           | Camille                                     | 1969                                        | 900                                         | 26.58                                       |                                             |
| 8                                           | Katrina                                     | 2005                                        | 902                                         | 26.64                                       |                                             |
| 9                                           | Mitch                                       | 1998                                        | 905                                         | 26.73                                       |                                             |
| 9                                           | Dean                                        | 2007                                        | 905                                         | 26.73                                       |                                             |
| Fuente: HURDAT                              |                                             |                                             |                                             |                                             |                                             |

En la tarde del 6 de octubre, los cazadores de huracanes descubrieron que Milton se había intensificado hasta convertirse en un huracán, con un ojo intermitente. Durante la noche, Milton comenzó a experimentar una intensificación explosiva, facilitada por condiciones ambientales altamente favorables que consistían en temperaturas superficiales del mar (TSM) muy cálidas cerca de 31 °C (88 °F), valores altos de humedad relativa en niveles medios y baja cizalladura del viento. Mientras lo hacía, pronto se desarrolló un ojo de alfiler que medía 4 millas náuticas (7 km) dentro de una convección muy profunda de alrededor de −80 °C (−112 °F), y Milton se convirtió en un huracán mayor y poco después en un huracán de categoría 5, a las 11:00 UTC y 16:00 UTC respectivamente el 7 de octubre, lo que lo convirtió en el segundo huracán de categoría 5 de la temporada. Milton alcanzó su máxima intensidad a las 00:00 UTC del 8 de octubre con vientos máximos sostenidos de 180 mph (285 km/h) y una presión central mínima de 897 mbar (26,49 inHg), la más intensa desde el huracán Wilma en 2005, convirtiendo a Milton en el quinto huracán del Atlántico más intenso registrado. En el período de 24 horas comprendido entre las 00:00 UTC del 7 de octubre y las 00:00 UTC del 8 de octubre, la presión descendió de 981 mb (28,97 inHg) a 897 mbar (26,49 inHg), una caída de 84 mb (2,48 inHg), mientras que los vientos aumentaron en 90 mph (145 km/h) en el mismo período de tiempo. Este fue también el tercer período más rápido de intensificación rápida del Atlántico después de Wilma y el huracán Félix, y el más rápido en el Golfo de México.

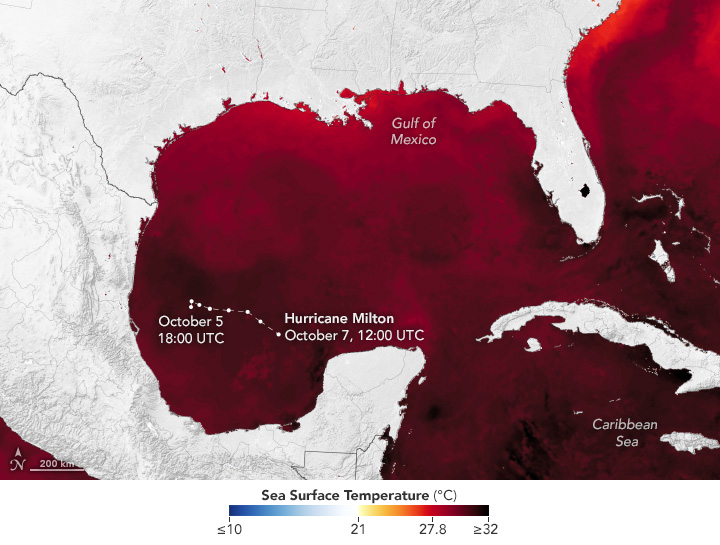
Mapa de las temperaturas extremadamente cálidas de la superficie del mar que permitieron la rápida intensificación de Milton, superpuesto con su trayectoria hasta las 12:00 UTC del 7 de octubre de 2024

Después de alcanzar su máxima intensidad, un ciclo de reemplazo de la pared del ojo detuvo su fortalecimiento, lo que provocó que la tormenta se debilitara a una intensidad de categoría 4 más tarde esa noche, pero un ojo más grande se hizo cada vez más definido y Milton volvió a alcanzar una intensidad de categoría 5 en la tarde del 8 de octubre, momento en el que el huracán había experimentado una segunda ronda de profundización rápida hasta alcanzar un pico secundario con vientos de 165 mph (270 km/h) y una presión de 902 mbar (26,64 inHg) a las 00:00 UTC del 9 de octubre. En ese momento, comenzó a girar hacia el noreste y a acelerar desde el canal, dirigiéndose hacia Florida. Al día siguiente, 9 de octubre, la creciente cizalladura del viento comenzó a afectar a Milton, y la tormenta cayó por debajo de la intensidad de la categoría 5 temprano esa mañana. El ojo del huracán se llenó de nubes y se volvió cada vez más impreciso, mientras que la convección se volvió más irregular a medida que una fuerte cizalladura del viento del suroeste de 35 a 40 mph (56 a 65 km/h) alcanzó al huracán. Milton tocó tierra aproximadamente a las 00:30 UTC del 10 de octubre (8:30 p. m. hora local del 9 de octubre) cerca de Siesta Key, Florida, como un huracán de categoría 3 con vientos de 120 mph (195 km/h). Milton se debilitó rápidamente en tierra y emergió sobre el Océano Atlántico como un huracán de categoría 1, al tiempo que se enredaba cada vez más dentro de un límite frontal cercano. En la tarde del 10 de octubre pasó a ser una zona de baja presión extratropical con fuerza de huracán. Los restos de Milton se debilitaron gradualmente a medida que pasaba cerca de Bermudas el 11 de octubre, antes de perder definición y disiparse dentro de la zona frontal el 12 de octubre.[cita requerida]
Según los científicos de Climate Central, la temperatura anormalmente alta de la superficie del mar, que permitió la rápida intensificación del huracán, se hizo entre 400 y 800 veces más probable debido al cambio climático, según el modelo Climate Shift Index: Ocean (Ocean CSI) del grupo. Los científicos del centro World Weather Attribution calcularon que los eventos de lluvia de un día como los que ocurrieron durante el huracán producen entre un 20% y un 30% más de lluvia debido al cambio climático, mientras que la velocidad del viento del huracán aumentó un 10%. Utilizando modelos estadísticos, los científicos plantearon la hipótesis de que "sin el cambio climático, Milton habría tocado tierra como una tormenta de categoría 2 en lugar de una de categoría 3".

## Preparativos

### México

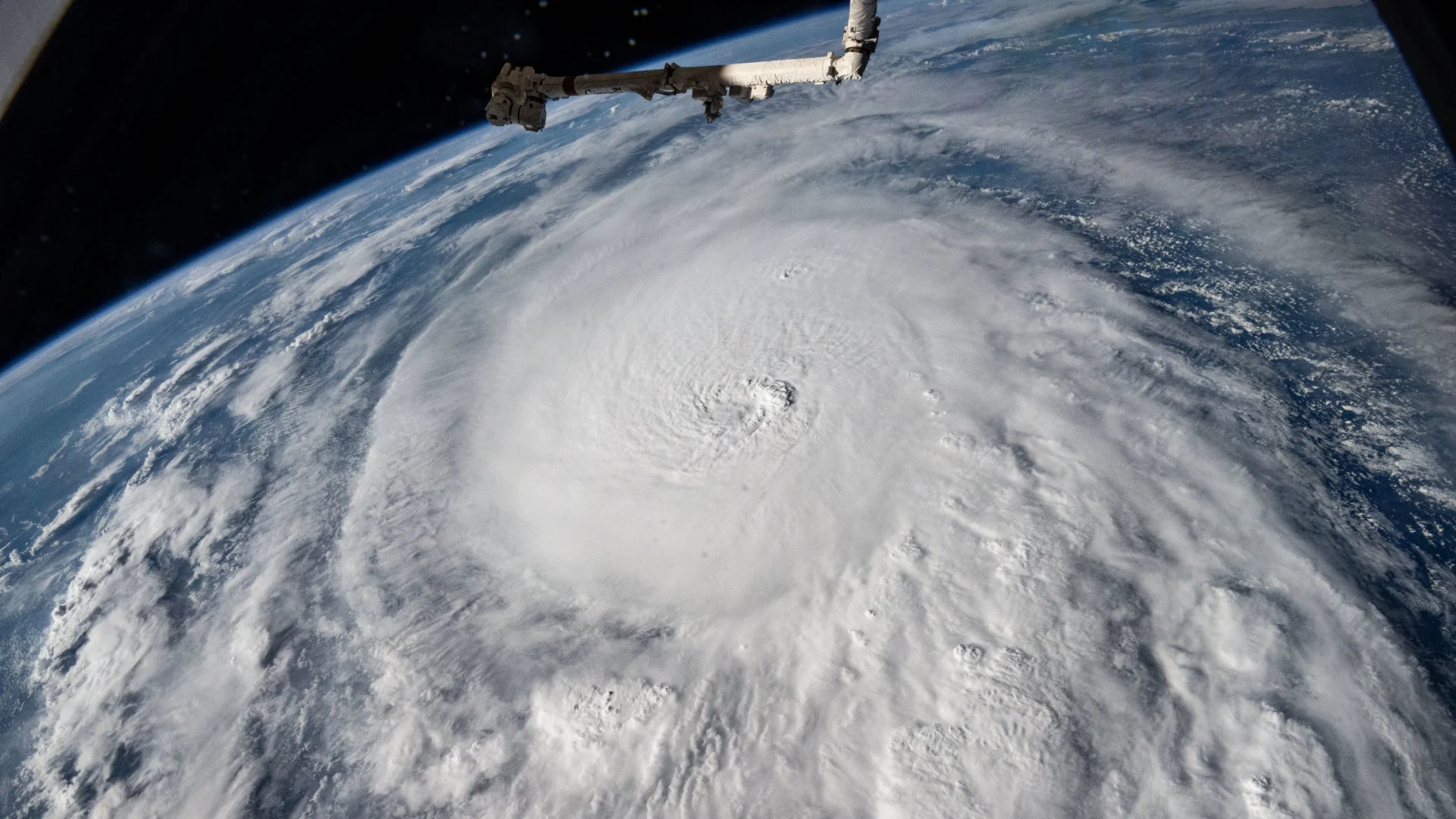
El huracán Milton visto desde la Estación Espacial Internacional el 8 de octubre

El 6 de octubre de 2024, el gobierno mexicano emitió un aviso de tormenta tropical para la costa norte de la Península de Yucatán, desde Celestún hasta Cancún. La alerta se actualizó a advertencias de tormenta tropical y vigilancias de huracán más tarde ese mismo día, y luego a advertencias de huracán al día siguiente. Unas 2 mil 711 personas fueron evacuadas voluntariamente de Isla Holbox, informó la gobernadora de Quintana Roo, Mara Lezama. La Comisión Federal de Electricidad (CFE) movilizó a cientos de trabajadores y equipos que serán colocados en Campeche, Yucatán y Quintana Roo en preparación para Milton. La Secretaría de Marina anunció que elementos de la Armada de México se desplegarán en las regiones afectadas para la distribución de recursos. Los servicios del Tren Maya fueron suspendidos.
En Mérida se observaron compras de pánico antes de la tormenta. Los servicios gubernamentales no esenciales, incluido el transporte público, se suspendieron en partes de Yucatán a medida que Milton se intensificaba rápidamente el 7 de octubre. El gobernador Joaquín Díaz Mena ordenó el cierre de todas las escuelas y puertos de Yucatán.

### Estados Unidos

#### Florida

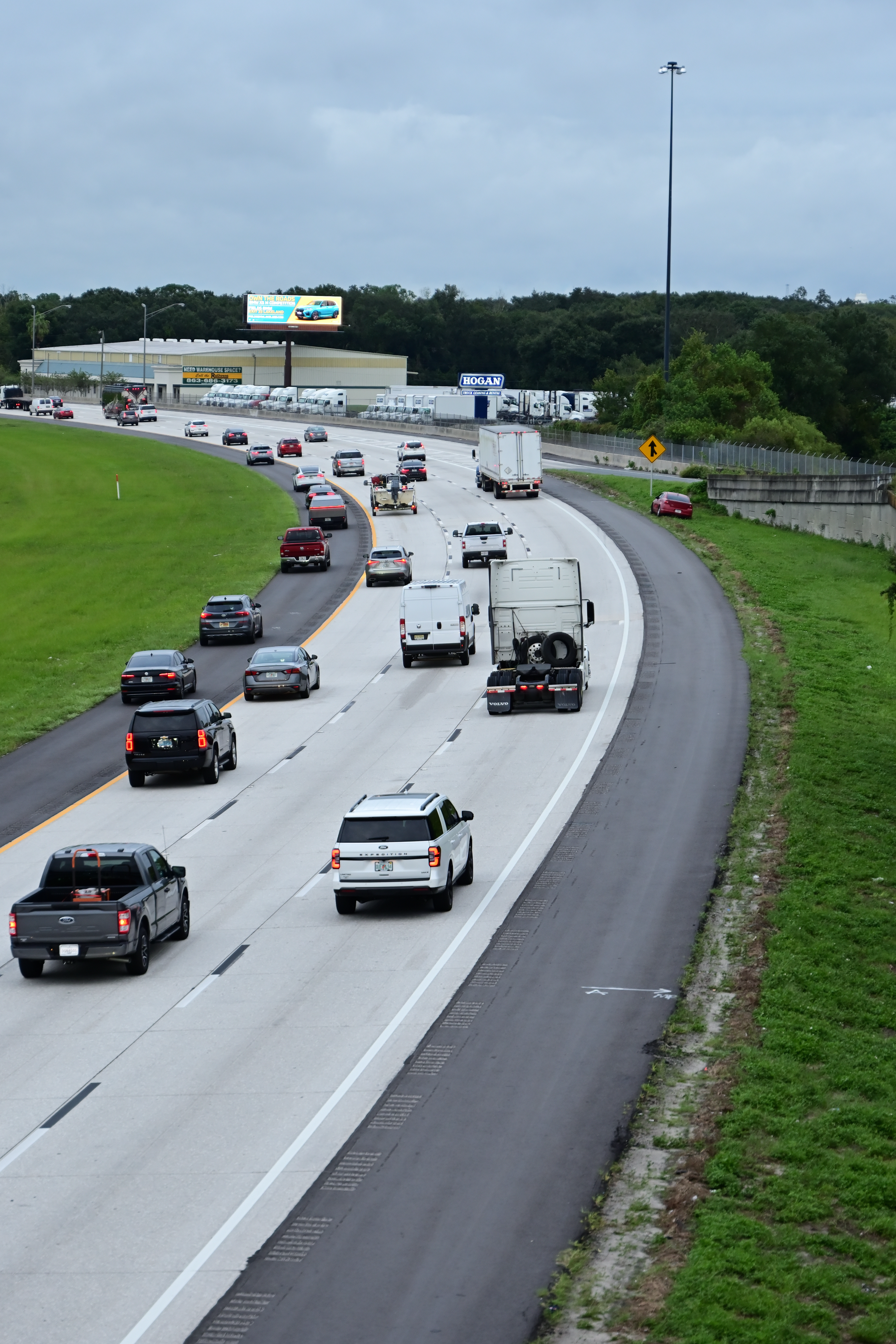
Uso de emergencia del arcén (solo arcén izquierdo) en la I-4 en dirección este cerca de Lakeland el 7 de octubre

El 5 de octubre de 2024, el gobernador de Florida, Ron DeSantis, declaró el estado de emergencia. También emitió una orden ejecutiva que exige que los sitios de gestión de escombros y los vertederos en los condados afectados por el huracán Helene permanezcan abiertos las 24 horas del día para ayudar a retirar los escombros antes de que Milton toque tierra. La orden también aumentó el número de guardias nacionales de Florida que trabajan en la eliminación de escombros de 800 a 4.000 para evitar que los escombros se conviertan en un peligro durante los fuertes vientos de Milton. Se desplegaron camiones de volteo para ayudar a retirar montones de escombros. Se abrieron sitios para almacenar bolsas de arena en todo el estado.
Dos días después, se declararon advertencias de huracán y tormenta tropical para la costa oeste de Florida, casi 15 millones de personas en toda Florida estaban bajo vigilancia de inundaciones y el aquel entonces presidente Joe Biden aprobó una declaración de emergencia para el estado. DeSantis ordenó al Departamento de Transporte de Florida y a la División de Gestión de Emergencias de Florida que coordinaran recursos. Suspendió los peajes en muchas carreteras del oeste de Florida, incluida la autopista de peaje de Florida. Las escuelas públicas en más de 50 condados, así como 23 universidades públicas en todo el estado, cancelaron las clases o fueron cerradas, incluidas la Universidad del Sur de Florida en Tampa y la Universidad de la Costa del Golfo de Florida en Fort Myers. El Rollins College evacuó su campus. Varios condados abrieron escuelas como refugios de emergencia.
Amtrak suspendió su Silver Service entre Jacksonville y Miami del 7 al 11 de octubre y canceló el Auto Train del 8 al 10 de octubre. Muchos aeropuertos en todo el estado, particularmente en el centro y suroeste de Florida, cerraron temporalmente durante la tormenta, incluidos el Aeropuerto Internacional de Tampa, el Aeropuerto Internacional de Sarasota-Bradenton, el Aeropuerto Internacional de St. Pete-Clearwater, el Aeropuerto Internacional de Palm Beach y el Aeropuerto Internacional de Orlando. Miles de vuelos que pretendían llegar o salir de Florida fueron cancelados. Varias líneas de cruceros vieron afectados sus horarios debido a la tormenta. El lanzamiento de Hera el 7 de octubre se produjo según lo previsto, pero el lanzamiento de la nave espacial Europa Clipper se retrasó. El regreso de SpaceX Crew-8 se pospuso al 13 de octubre. Las operaciones de Brightline se suspendieron entre West Palm Beach y la estación de Orlando del 8 al 10 de octubre. Legoland Florida y Walt Disney World cerraron debido a Milton. A partir del 8 de octubre, Busch Gardens Tampa Bay cerrará durante tres días.
Se estima que se ordenó la evacuación de unos seis millones de floridanos, lo que marca una de las órdenes de evacuación más grandes desde el huracán Irma en 2017. Las órdenes de evacuación se situaron principalmente en Hillsborough y los condados circundantes. Los condados de Volusia y Marion también emitieron órdenes de evacuación para viviendas en riesgo. En toda el área de la Bahía de Tampa, las estaciones de servicio y los lugares para realizar servicios básicos que se abrieron debido a Helene se cerraron debido a Milton. En Longboat Key, los funcionarios declararon que los residentes deberían evacuar la ciudad. En coordinación con la División de Gestión de Emergencias de Florida, Uber ofreció viajes gratuitos desde y hacia los refugios estatales.
Los zoológicos como el Acuario de Florida, el Zoológico de Palm Beach y el Zoológico de Tampa activaron sus planes de emergencia y trasladaron a los animales a lugares más altos o a zonas seguras, como los baños. Algunos de los trabajadores planeaban quedarse en los zoológicos para seguir vigilando a los animales, alimentarlos y brindarles atención si fuera necesario. Algunas organizaciones nacionales, como Wings of Rescue y Best Friends Animal Society, trabajaron con otras para evacuar a los animales de refugios a refugios asociados en otros estados.
La Liga Nacional de Hockey canceló la final de pretemporada del Tampa Bay Lightning, que inicialmente se pospuso desde Helene. Además, el partido inaugural de la temporada del Lightning contra los Carolina Hurricanes el 12 de octubre se pospuso. Todos los eventos deportivos de la Universidad de Florida Central programados para el 9 y 10 de octubre también fueron cancelados. El partido de fútbol de los South Florida Bulls contra los Memphis Tigers se pospuso del 11 al 12 de octubre y se trasladó de Tampa al Camping World Stadium en Orlando.
Los Tampa Bay Buccaneers de la Liga Nacional de Fútbol Americano se trasladaron a Nueva Orleans antes de su partido contra los New Orleans Saints el 13 de octubre. Publix y Walmart modificaron los horarios de sus tiendas y cerraron varias de sus otras sucursales en preparación para la tormenta y sus ubicaciones, entre otras tiendas, enfrentaron escasez de artículos como agua embotellada, alcohol, productos enlatados y bocadillos debido a las compras de pánico. En todo el estado se produjeron cortes de combustible en las gasolineras, con un 16,5 % desabastecido en la tarde del 8 de octubre, incluido el 43 % en el área de la Bahía de Tampa, según GasBuddy. El gobernador DeSantis dijo que se estaban realizando esfuerzos de reabastecimiento de combustible y dijo que no había escasez de combustible. La Patrulla de Carreteras de Florida comenzó a escoltar camiones cisterna para ayudar a reabastecer las gasolineras antes de que tocara tierra para ayudar en los esfuerzos de evacuación. DeSantis también instó a que las personas consideren evacuar "decenas de millas" en lugar de "cientos de millas". La Asociación Estadounidense del Automóvil aconsejó a los floridanos que "lleven solo lo que necesiten" y eviten dejar que sus tanques de gasolina se vacíen demasiado antes de buscar un lugar para llenar el tanque. Treinta y tres ubicaciones de Waffle House en la ruta proyectada de Milton están cerradas, lo que indica un nivel rojo en el índice de Waffle House.
El presidente Joe Biden pospuso un viaje previsto del 10 al 15 de octubre a Angola y Alemania para supervisar los preparativos y la respuesta. Instó a quienes viven en zonas de riesgo a evacuar, diciendo que se trataba de una cuestión de vida o muerte.
La Agencia Federal para el Manejo de Emergencias (FEMA) sufrió una escasez de personal antes de la tormenta, ya que solo el 9% de su personal estaba disponible. Según el secretario de Seguridad Nacional, Alejandro Mayorkas, la agencia se mantuvo preparada para responder y dijo que "podemos responder a múltiples eventos a la vez". Durante los últimos cinco años, al menos el 25% del personal permaneció disponible hasta el 7 de octubre. Esta cifra fue menor que en 2017, cuando la disponibilidad del personal de FEMA se redujo al 19% mientras el personal de FEMA respondía al huracán Harvey, el huracán Irma y el huracán María. La secretaria de prensa, Karine Jean-Pierre, finalizó una sesión informativa acusando a los periodistas de difundir información errónea relacionada con la financiación de catástrofes.
Hubo víctimas como resultado de la evacuación: una víctima mortal ocurrió después de un accidente automovilístico en el condado de Marion al sureste de Orange Lake, mientras que tres personas resultaron heridas después de que el avión en el que viajaban se estrellara en la Bahía de Tampa después de que su motor fallara mientras despegaba del Aeropuerto Albert Whitted en San Petersburgo. Además, dos personas murieron en la SR 82 en dirección este mientras evacuaban.

#### Georgia
La costa de Georgia fue puesta bajo advertencia de tormenta tropical. El 7 de octubre de 2024, Atlanta Motor Speedway abrió su campamento para los evacuados con casas rodantes y tiendas de campaña con acceso a una caseta de ducha complementaria, incluidos los de Florida, en colaboración con la Agencia de Gestión de Emergencias del Condado de Henry. También se puso a disposición una cantidad limitada de espacios para acampar con conexiones de agua, electricidad y alcantarillado.
El 8 de octubre, el gobernador de Georgia, Brian Kemp, emitió una orden ejecutiva que declaró el estado de emergencia en 40 condados y ordenó a la Agencia de Gestión de Emergencias y Seguridad Nacional de Georgia que activara el Plan de Operaciones de Emergencia de Georgia y al Departamento de Transporte de Georgia y al Departamento de Seguridad Pública de Georgia que tomaran medidas para garantizar el movimiento rápido de vehículos utilitarios, equipos y personal en todo el estado para eliminar cualquier posible corte de energía. La orden también convocó a hasta 250 tropas de la Guardia Nacional de Georgia para que se utilizaran en los esfuerzos de preparación, respuesta y recuperación. Cumberland Island National Seashore cerró indefinidamente el 8 de octubre.

### Bahamas
El 8 de octubre de 2024 se emitió un aviso de tormenta tropical para el extremo noroeste de las islas Bahamas, que se actualizó seis horas después a una advertencia de tormenta tropical. Gran Bahama activó su centro de operaciones de emergencia. La Real Fuerza de Defensa de las Bahamas se puso en alerta con suministros preparados para el huracán Milton. Las escuelas presenciales en Gran Bahama, Bimini, Ábaco y Gran Cayo fueron cerradas. La Autoridad Educativa Central Anglicana cerró dos campus. Se ordenó la evacuación de los estudiantes bahameños en Florida; Bahamasair realizó dos vuelos el 7 y 8 de octubre a Orlando. El Aeropuerto Internacional de Gran Bahama había cerrado. Las oficinas de Bahamas Power and Light en las islas del norte cerraron el 9 de octubre. Los bancos en Gran Bahama y Ábaco cerraron el 10 de octubre. Se produjo un gran aumento en las ventas de suministros relacionados con el huracán.

## Impactos

### México
Fuertes lluvias provenientes de Milton provocaron inundaciones en la ciudad de Campeche. Una peligrosa marejada ciclónica y lluvias torrenciales afectaron el estado de Yucatán, inundando el malecón de Progreso con fuertes olas. Más de 12,000 personas se vieron afectadas por cortes de electricidad en el estado. Las inundaciones provocadas por la marejada ciclónica provocaron que se realizaran evacuaciones durante el paso del huracán en Celestún. El fuerte oleaje provocó que tramos de la carretera federal Ciudad del Carmen – Isla Aguada quedaran inundados por aguas del mar. Un hombre y una mujer se ahogaron en Calkiní debido al oleaje producido por el huracán. Fuertes vientos provenientes de Milton provocaron el derrumbe de una vieja casa en Progreso, y fuertes vientos y lluvias casi demolieron una casa en Chuburná.
Los municipios de Sisal y Celestún sufrieron los mayores daños, con inundaciones, caída de árboles y apagones que afectaron las ciudades. En Sisal, se reportaron derrumbes en los techos de las gradas de los campos de sóftbol y palapas. Más de mil personas de El Cuyo, Río Lagartos y Las Coloradas tuvieron que ser trasladadas a albergues. Fuertes oleajes y vientos intensos provenientes de Milton destruyeron el muelle del puerto de Chelem. El Aeropuerto Internacional de Cancún (CUN) canceló varios vuelos debido a Milton.
Quince pescadores en cuatro embarcaciones de Progreso desaparecieron mientras estaban en el agua cuando pasaba Milton. Dos de las embarcaciones, con ocho pescadores a bordo, regresaron el 9 de octubre. Otra embarcación desaparecida, la Peyucsa 12, fue avistada un día después desde un avión de la Armada de México, volcada a unos 214 km al noreste de Progreso con un hombre a bordo. El avión no pudo rescatar al hombre, por lo que los pilotos solicitaron una lancha patrullera clase Defender de la Armada de México para que acudiera a rescatarlo. El hermano del hombre, quien se encontraba en el avión de búsqueda, afirmó haberlo visto caer de bruces al agua antes de que llegara el bote de rescate. La Armada de México no ha confirmado esta versión. El 11 de octubre fue avistado por la Armada de México el último barco pesquero desaparecido, el Halcón I, naufragó sin tripulación a bordo.

### Cuba
A medida que Milton se acercaba a Cuba, sus bandas de lluvia provocaron inundaciones que se reportaron en Surgidero de Batabanó. En la Bahía de La Habana, el deterioro de las condiciones climáticas provenientes de Milton provocó que las autoridades suspendieran los servicios de ferry el 8 de octubre. El Instituto de Meteorología (INSMET) informó que en el occidente de Cuba se registraron vientos de 25-30 mph (40-48 km/h) y rachas máximas en Casablanca, La Habana, de 50 mph (80 km/h). También se reportaron inundaciones en el país.

### Estados Unidos
| Rank | Huracán | Año  | Daños totales  |
| ---- | ------- | ---- | -------------- |
| 1    | Katrina | 2005 | $125 billones  |
| 1    | Harvey  | 2017 | $125 billones  |
| 3    | Ian     | 2022 | $112 billones  |
| 4    | Maria   | 2017 | $90 billones   |
| 5    | Helene  | 2024 | $78.7 billones |
| 6    | Ida     | 2021 | $75 billones   |
| 7    | Sandy   | 2012 | $65 billones   |
| 8    | Irma    | 2017 | $52.1 billones |
| 9    | Milton  | 2024 | $34.3 billones |
| 10   | Ike     | 2008 | $30 billones   |

Las estimaciones iniciales de Fitch Ratings dijeron que Milton causó daños entre 30 y 50 mil millones de dólares. Basándose en las estimaciones iniciales de las pérdidas aseguradas, Fitch proyectó que la mayoría de los puntos de vinculación del reaseguro probablemente se cumplirían, de modo que la mayoría de las pérdidas de seguros no serían soportadas por las aseguradoras primarias. Una estimación posterior de CoreLogic afirmó que Milton causó daños entre 21 y 34 mil millones de dólares. Sin embargo, Moody's Analytics publicó un costo mucho mayor, de US$85 mil millones.. La estimación del NCEI, publicada en enero de 2025, situó el costo total en US$34.3 mil millones.

#### Florida

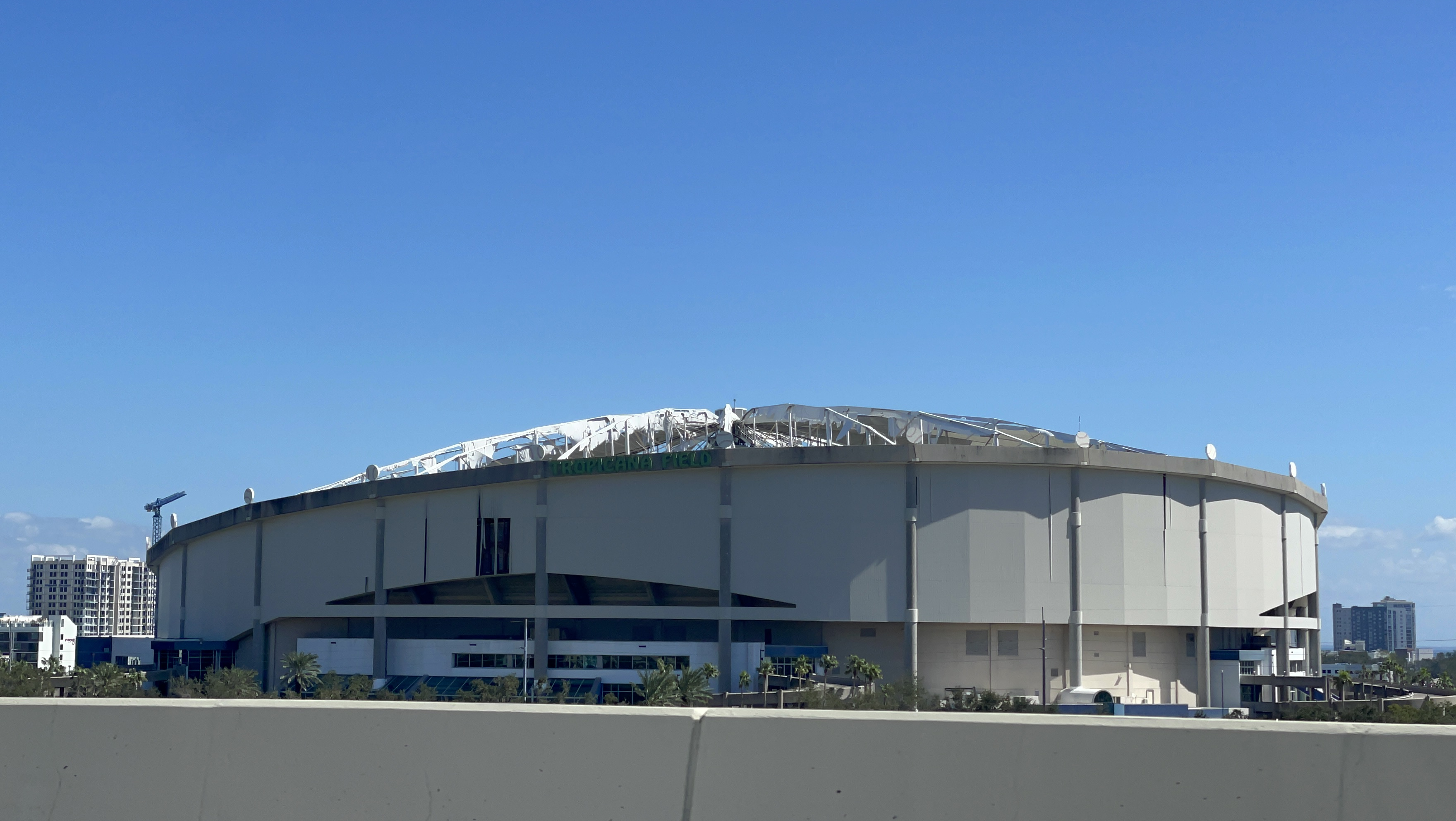
Daños en el techo del Tropicana Field en San Petersburgo

Se registraron vientos sostenidos con fuerza de huracán a lo largo de la costa peninsular de Florida. En Venice, los vientos sostenidos alcanzaron los 148 km/h (92 mph) con ráfagas de hasta 172 km/h (107 mph). Las ráfagas alcanzaron los 172 km/h (107 mph) en Sarasota. En Marineland, los vientos sostenidos alcanzaron los 134 km/h (83 mph), con ráfagas de hasta 148 km/h (92 mph). En Daytona Beach, los vientos sostenidos alcanzaron las 60 mph (97 km/h) con ráfagas que alcanzaron las 87 mph (140 km/h). Las ráfagas alcanzaron las 99 mph (159 km/h) en Ponce Inlet, 92 mph (148 km/h) en West Palm Beach y 86 mph (138 km/h) en Orlando.
También se produjeron fuertes lluvias en el estado, con más de 13 pulgadas (330 mm) de lluvia en Plant City y casi 19 pulgadas (480 mm) en San Petersburgo, incluidos 5,09 pulgadas (129 mm) en una sola hora. En Tampa, cayeron casi 12 pulgadas (300 mm) de lluvia, lo que llevó a la ciudad a su año más húmedo registrado. Más al este, los totales de precipitaciones superaron las 12 pulgadas (300 mm) en partes del condado de Volusia y las 10 pulgadas (250 mm) en el condado de Indian River, con 12,92 pulgadas (328 mm) de lluvia en Vero Beach. Los totales de lluvia en el condado de Flagler fueron menores, pero aún se registraron 5,61 pulgadas (142 mm) de lluvia en Flagler Beach. Se registró una marejada ciclónica de entre 1,52 m y 3,04 m desde Nápoles hasta Siesta Key, incluido Charlotte Harbor. Los niveles de agua subieron más de 8 pies (2,4 m) cerca de Sarasota. Nápoles registró una marejada ciclónica de 1,75 m (5,75 pies). Al otro lado del estado, Daytona experimentó un pico de marejada ciclónica de entre 4 pies (1,2 m) y 4,5 pies (1,37 m). El río Hillsborough alcanzó su nivel máximo el viernes en Zephyrhills, alcanzando casi 61 cm (2 pies) por encima de su nivel récord. En el puente Morris, el río superó el nivel récord de inundación. Sin embargo, en Tampa se produjo una marejada ciclónica inversa, lo que hizo descender el nivel del agua en 1,5 m (5 pies).
Siete personas murieron en el condado de St. Lucie, cuatro en el condado de Volusia, dos en el condado de Pinellas y una en cada uno de los condados de Citrus, Polk y Orange. Una persona murió en Ormond Beach debido a que un árbol cayó sobre un techo. Una mujer de unos 70 años murió al caerle una rama de árbol en el condado de Hillsborough. Un anciano del condado de Charlotte murió por inhalación de humo en un hospital de Bradenton después de que la batería de litio de un carrito de golf explotara en su casa debido a las inundaciones causadas por la marejada ciclónica. Diez personas resultaron heridas en Wellington por un tornado EF3. Otro tornado EF3 dañó gravemente dos almacenes y mató a seis personas. El índice Waffle House se elevó a rojo en varias áreas del estado, incluidas Tampa, Lakeland, Daytona y Naples.

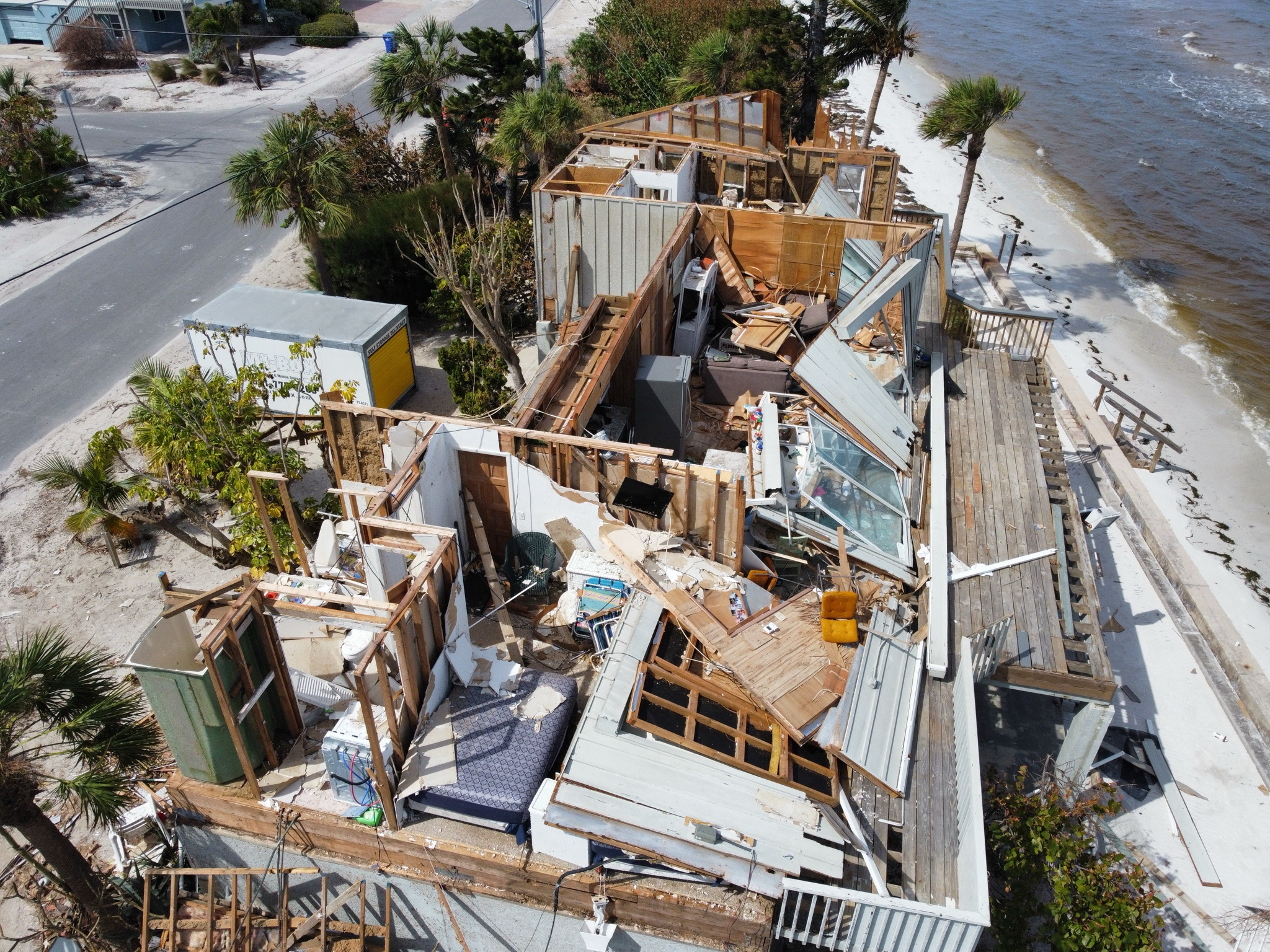
Daños a una vivienda en Anna Maria Island

El Tropicana Field, que había sido construido para albergar a los socorristas, perdió gran parte de su techo de fibra de vidrio como resultado de las ráfagas de viento. El edificio del Tampa Bay Times, en el centro de San Petersburgo, sufrió graves daños cuando una grúa de construcción de un rascacielos cercano, aún en construcción, se derrumbó sobre él. No se reportaron heridos. El Aeropuerto Internacional de Sarasota-Bradenton perdió todo el techo de la Sala B, que albergaba el puesto de control de seguridad de la Administración de Seguridad del Transporte (TSA) del aeropuerto y las 13 salas de espera de las puertas de carga de aeronaves. Varias áreas en todo el estado experimentaron inundaciones importantes, incluidas partes de Orlando, Saint Johns y en todo el condado de Hillsborough. Los equipos de rescate salvaron a 565 personas de un complejo de apartamentos de Clearwater donde las inundaciones llegaban hasta el cuello en algunos lugares. En todo el estado, alrededor de 125 casas fueron destruidas antes de que Milton tocara tierra, y más de 3 millones de casas y edificios se quedaron sin electricidad. El condado de Hillsborough fue el que sufrió la mayor cantidad de cortes de energía, con alrededor de 500.000 clientes sin electricidad. Hasta el 10 de octubre se habían rescatado casi 1.000 personas y 105 animales. Un sumidero se abrió en el condado de Hillsborough como resultado de Milton. La carretera US 17/92 también se derrumbó y dejó un sumidero en Orange City. Otro sumidero se abrió en el condado de Polk que se tragó una camioneta.
Los daños en el condado de Volusia alcanzaron los 267 millones de dólares. En el condado de Collier, los daños alcanzaron los 280 millones de dólares. Key West experimentó una gran caída en la actividad comercial como resultado de Milton y el cierre del Puerto de Key West.
Debido a los impactos combinados de Helene y Milton en el estadio Al Lang en San Petersburgo, el equipo del campeonato USL Tampa Bay Rowdies se vio obligado a jugar sus últimos dos partidos como local en el complejo de fútbol de la Academia IMG en Bradenton.

###### Brotes de tornado

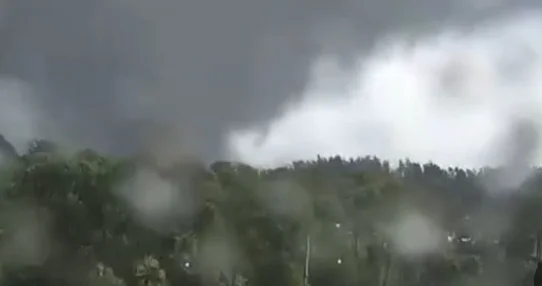
Un tornado EF3 en Fort Pierce

Al menos 46 tornados confirmados tocaron tierra en Florida antes de la tormenta, durante un brote prolífico de tornados que ocurrió entre el 8 y el 9 de octubre, centrado en el corazón de Florida, la Costa del Tesoro y la Costa Espacial. Este se convirtió en el día más grande de tornados en la historia del estado, superando al huracán Irma. A las 6 p. m., la oficina del Servicio Meteorológico Nacional (NWS) en Miami, que cubre gran parte del sur de Florida, excepto los Cayos del condado de Monroe, informó que había emitido 55 alertas de tornado, un récord en un solo día, superando el récord anterior de 37 del 27 de septiembre de 2022, durante el huracán Ian, y confirmó nueve tornados de forma preliminar. El NWS en la Bahía de Tampa también estableció un récord de 29 alertas de tornado en un día, superando el récord anterior de 23, establecido por la tormenta tropical Debby de 2012 y la tormenta tropical Andrea del 6 de junio de 2013. En total, se han emitido un récord de 126 advertencias de tornado en todo el estado, la segunda mayor cantidad de cualquier estado en un día, solo detrás de Alabama el 27 de abril de 2011, en el apogeo del Súper brote de 2011. Milton también fue el primer ciclón tropical en generar un tornado intenso (E/F3 o más fuerte) en Florida desde Agnes en 1972 y el tercero registrado desde 1950, el primero ocurrió en 1959. Milton también produjo el quinto brote más letal en Florida en 70 años, detrás del brote de tornados de Kissimmee de 1998, que mató a 42 personas; el brote de tornados del Día de la Marmota de 2007, que mató a 21 personas; el brote del 31 de marzo de 1962, que mató a 17 personas; y el brote del huracán Agnes, que mató a siete personas.

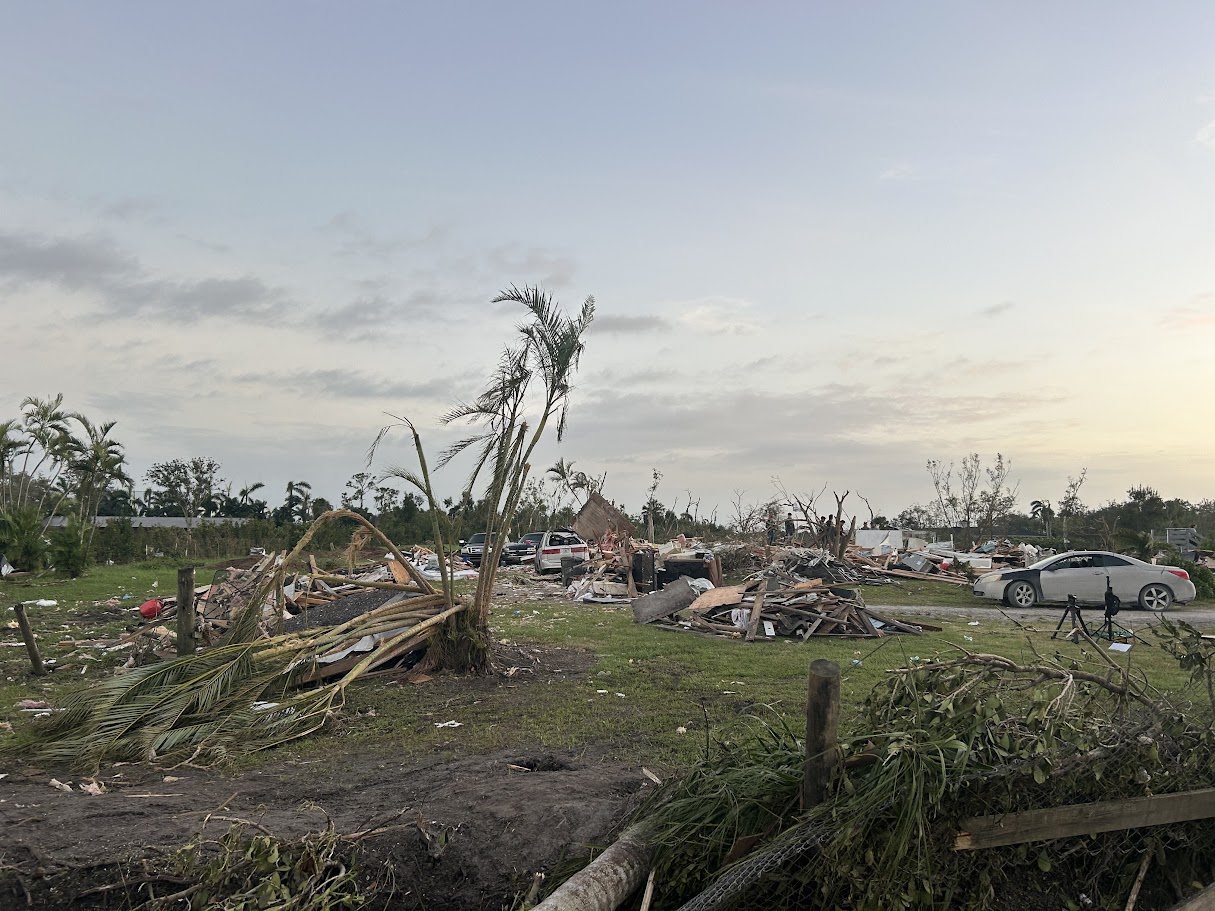
Daños causados por un tornado EF3 en un vecindario de Wellington

Tras los tornados, la Guardia Nacional se coordinó con las fuerzas del orden locales y los servicios de emergencia para realizar misiones de rescate, brindar asistencia inmediata y limpiar los escombros de carreteras importantes. Además, organizaciones locales, grupos ciudadanos, iglesias y voluntarios individuales colaboraron en las labores de socorro tras el tornado, proporcionando suministros, alojamiento temporal y apoyo emocional. Entre los esfuerzos coordinados, WPTV-TV se asoció con varias empresas locales en los condados de St. Lucie, Martin y Palm Beach para recaudar fondos para las víctimas del tornado. En total, los daños materiales causados por el tornado se estimaron en 681,8 millones de dólares.

#### Georgia
Las ráfagas de viento en Savannah, Georgia, alcanzaron un máximo de 22 mph (35 km/h). En la isla Tybee, los impactos fueron menores de lo esperado; sin embargo, las playas permanecieron cerradas debido a las corrientes de resaca.

#### Carolina del Sur
En Carolina del Sur, las ráfagas de viento alcanzaron las 40 mph (64 km/h) en el aeropuerto de Hilton Head y el puerto de Charleston, pero los impactos también fueron menores de lo previsto.

### Las Bahamas
En Bimini y West Grand Bahama se registraron vientos de entre 24 y 32 km/h y olas de entre 0,61 y 1,22 m. En algunas islas hubo cortes de electricidad y agua, y también inundaciones localizadas. Gran Bahama y Ábaco sufrieron inundaciones costeras y fuertes ráfagas de viento. Aarone Sargeant, director general de la Autoridad de Gestión del Riesgo de Desastres de las Bahamas, afirmó que no hubo informes de heridos ni daños significativos y que en el país sólo se produjeron daños menores.

## Consecuencias

### General

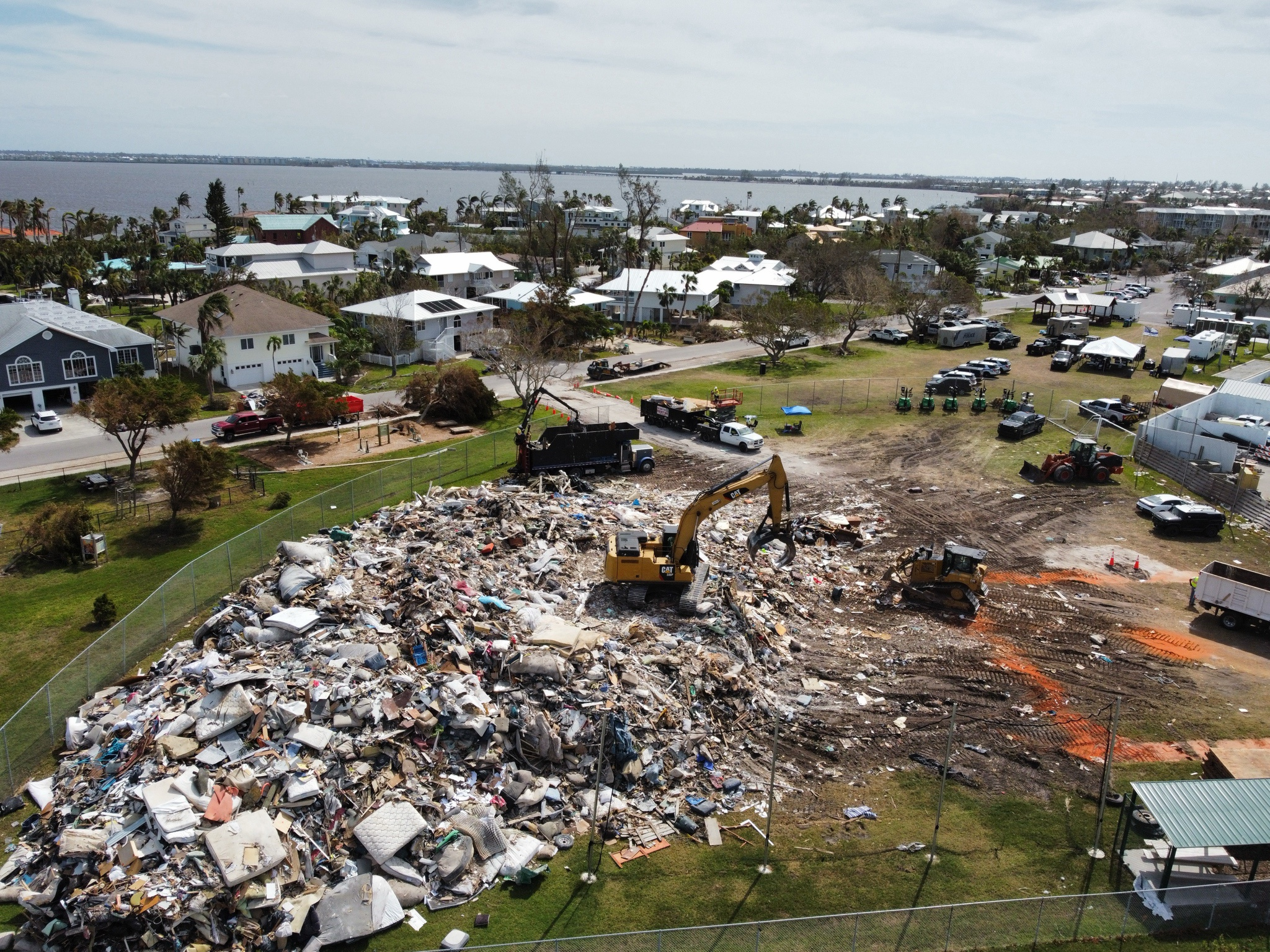
Un área de almacenamiento de escombros en Holmes Beach el 19 de octubre de 2024

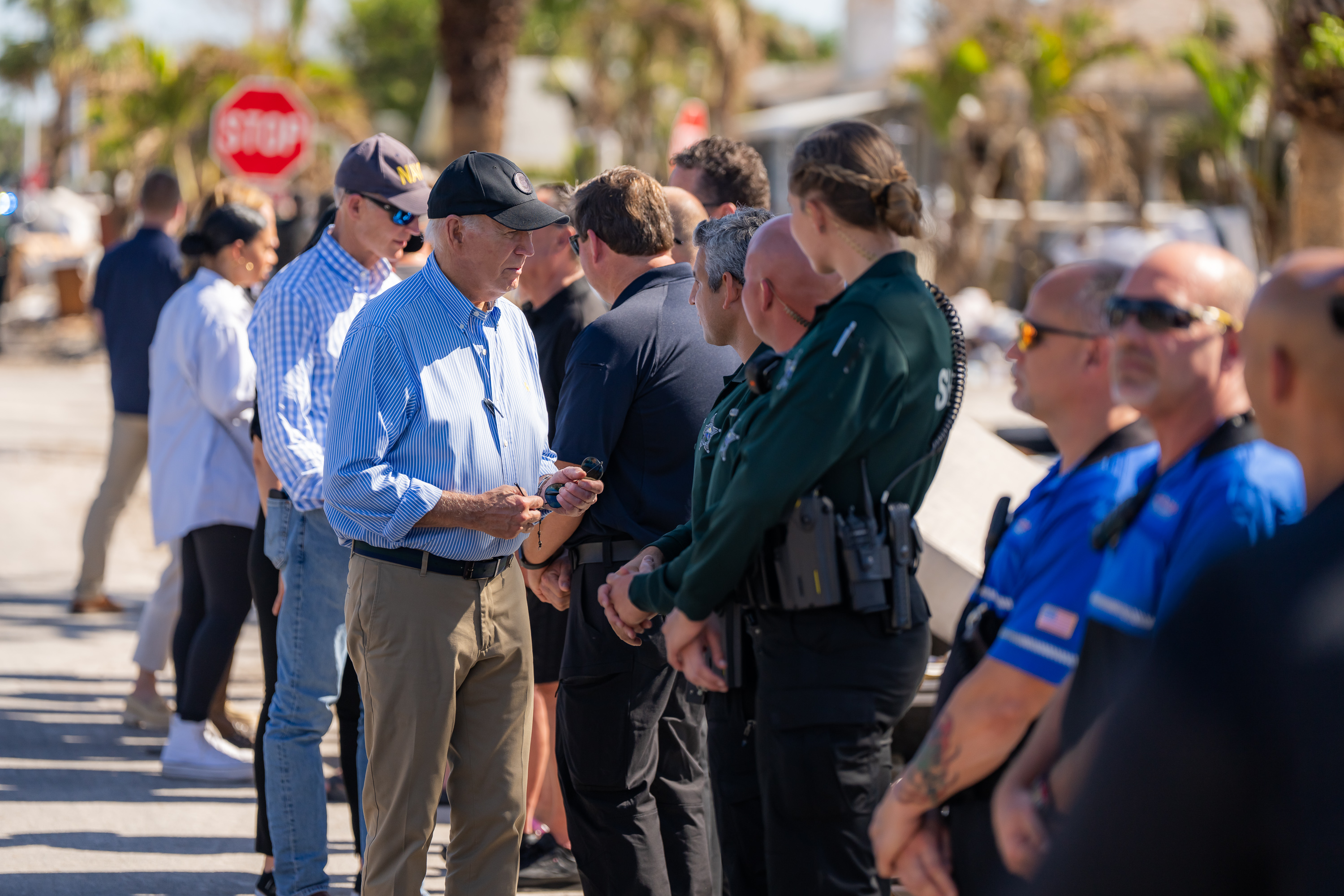
El presidente Joe Biden saluda a los socorristas en St. Pete Beach el 13 de octubre de 2024

Amtrak modificó nuevamente sus rutas del Servicio Plata entre el 13 y el 15 de octubre debido a los impactos residuales después de la tormenta. La mayoría de los peajes en Florida fueron restablecidos el 14 de octubre, aunque se hicieron excepciones en Orlando y Tampa.
Después de la tormenta, Taylor Swift donó 5 millones de dólares para ayudar con el alivio combinado de Milton y el huracán Helene, y Walmart donó 16 millones de dólares. El 12 de octubre, Joe Biden emitió una declaración de desastre para el estado. Para el 13 de octubre, más de 250.000 floridanos se habían registrado para recibir ayuda, la mayor cantidad en un día en la historia nacional. También se ha mencionado que otras celebridades han hecho contribuciones, como Dolly Parton, Morgan Wallen, Blake Lively, Tom Brady y Metallica. Los Baltimore Orioles también donaron al menos $250,000 para los esfuerzos de ayuda por el huracán Milton.
Después de la tormenta, se produjo una escasez generalizada de combustible en las gasolineras. Como resultado, el gobernador Ron DeSantis abrió tres puntos de abastecimiento de combustible donde los residentes pueden conseguir diez galones de combustible. Gran parte de Cumberland Island National Seashore reabrió sus puertas el 12 de octubre, aunque varios senderos en los segmentos norte del parque permanecieron cerrados para evaluar los daños. Canaveral National Seashore también estuvo cerrado indefinidamente después de las tormentas.
El 13 de octubre, Joe Biden voló a la Base Aérea MacDill a bordo del Air Force One, donde luego subió al Marine One y emprendió un recorrido aéreo por San Petersburgo antes de aterrizar en el aeropuerto Albert Whitted. Biden se reunió con funcionarios estatales y locales como el senador Rick Scott, la representante Anna Paulina Luna y el sheriff del condado de Pinellas, Bob Gualtieri. Luego, Biden partió del aeropuerto en una caravana y viajó a St. Pete Beach, donde se reunió con residentes y socorristas antes de dar un discurso sobre los esfuerzos de recuperación. Durante el discurso, Biden anunció 612 millones de dólares para seis proyectos del Departamento de Energía de los Estados Unidos para mejorar la resiliencia de las redes eléctricas en áreas afectadas por huracanes, que incluyeron 94 millones de dólares para dos proyectos en Florida.
En una carta del 15 de octubre dirigida al Secretario de Estado de Florida, Cord Byrd, y a la Directora de la División de Elecciones, Maria Matthews, los Supervisores Electorales de Florida (FSOE, por sus siglas en inglés) solicitaron una reducción de las restricciones electorales y de votación en los condados de Collier, Glades, Highlands, Indian River, Manatee, Orange, Pinellas, Polk, Sarasota y St. Lucie. Entre las solicitudes se incluían extensiones a la votación anticipada y a los plazos para la entrega de las papeletas por correo, la notificación de la ubicación de las urnas para la entrega de las papeletas por correo y el nombramiento de trabajadores electorales. La FSOE también preguntó si se podían eximir los requisitos para la reubicación de los lugares de votación y autorizar a "los familiares directos de los socorristas, trabajadores de línea y trabajadores de socorro a solicitar papeletas por correo en su nombre", según Florida Politics.
Florida registró un aumento de casos de Vibrio vulnificus, una bacteria carnívora que prefiere aguas cálidas y se propaga durante las fuertes lluvias durante las inundaciones, luego del huracán Milton, mientras que los esfuerzos de limpieza del huracán Helene se realizaban al mismo tiempo. Hubo 38 casos confirmados en octubre después de Milton. Milton y Helene dejaron agua estancada, lo que provocó un brote de dengue.
Como sucedió después del huracán Helene, la desinformación y las teorías conspirativas sobre Milton y la respuesta del gobierno después de la tormenta comenzaron a propagarse en las redes sociales.
La Patrulla de Carreteras de Florida (FHP) recusó a un Bull Terrier abandonado, sujeto a un poste con agua hasta el vientre en la Interestatal 75 cerca de Bruce B. Downs Boulevard en Tampa, horas antes de que Milton tocara tierra. En respuesta, el gobernador de Florida, Ron DeSantis, firmó en mayo de 2025 la Ley del Policía, que lleva el nombre del perro, convirtiendo el acto en un delito grave de tercer grado punible con cinco años de prisión y una multa de 10.000 dólares.

### Controversia sobre la respuesta de FEMA
La FEMA fue objeto de críticas a principios de noviembre, cuando un informe de un denunciante reveló que la supervisora de la FEMA, Marn'i Washington, había dado instrucciones a los miembros del equipo de que era una "mejor práctica" no visitar las casas que apoyaban a Trump mientras recorrían los barrios de Florida para determinar quién necesitaba ayuda tras el huracán. Los trabajadores de la FEMA no visitaron al menos 20 casas en Lake Placid con carteles o banderas de Trump. La FEMA respondió afirmando que estaba "profundamente perturbada por las acciones de este empleado" y afirmó que la agencia trabaja para "ayudar a todos los sobrevivientes independientemente de su preferencia o afiliación política". Washington fue despedida por sus acciones. Tras una investigación estatal del asunto, la fiscal general de Florida, Ashley Moody, presentó el 14 de noviembre una demanda por discriminación contra FEMA por conspirar para violar los derechos civiles de los residentes de Florida en la respuesta a los huracanes Helene y Milton.

## Nombre retirado
- Debido a la destrucción generalizada que causó en Florida y a su fuerza récord en el Golfo de México, el nombre Milton, junto con otros dos, fue retirado por el Comité de Huracanes de la OMM el 2 de abril de 2025 y nunca volverá a utilizarse para un huracán del Atlántico. Fue reemplazado por Miguel en la lista, que está prevista para la temporada de 2030.[232]